# قود السننية (المفلحي)

تعديل مصدري - تعديل

قود السننيـة هي إحدى قرى عزلة المفلحي بمديرية المفلحي التابعة لمحافظة لحج، بلغ تعداد سكانها 70 نسمة حسب تعداد اليمن لعام 2004.